# Non riattaccare
Non riattaccare è un brano musicale del cantautore italiano Gigi D'Alessio, trasmesso in radio dal 28 agosto 2009 e che anticipa il cd 6 come sei.

## Tracce
1. Non riattaccare – 4:33